# Linea a striscia

Diagramma della sezione trasversale della geometria della linea a striscia. Il conduttore centrale (A) è inserito tra i piani di massa (B e D). La struttura è supportata dal dielettrico (C).

Una linea a striscia, molto spesso indicata con il termine inglese stripline, è un mezzo a linea di trasmissione in modo trasverso elettromagnetico (TEM) inventato da Robert M. Barrett dell'Air Force Cambridge Research Centre negli anni 1950.  La linea a striscia è stata la prima forma di linea di trasmissione planare.

## Descrizione
Un circuito basato su linea a striscia utilizza una striscia piatta di metallo che è inserita tra due piani di massa paralleli. Il materiale isolante del substrato forma un dielettrico. La larghezza della striscia, lo spessore e la permittività relativa del substrato determinano l'impedenza caratteristica della striscia che è una linea di trasmissione. Come mostrato nel diagrama, non è necessario che il conduttore centrale sia equidistante tra i piani di massa. Nel caso generale, il materiale dielettrico può essere diverso sopra e sotto il conduttore centrale.
Per impedire la propagazione di modi indesiderati, i due piani di massa devono essere cortocircuitati insieme. Tipicamente, ciò è ottenuto mediante una fila via fence (particolare struttura utilizzata nelle tecnologie dei circuiti elettronici planari per migliorare l'isolamento tra componenti che altrimenti sarebbero accoppiati mediante campi elettromagnetici, la quale consiste in una fila di fori passanti che, se sufficientemente ravvicinati, formano una barriera alla propagazione delle onde elettromagnetiche dei modi piani superficiali nel substrato) che corre parallela alla striscia su ciascun lato.
Come il cavo coassiale, la linea a striscia è non dispersiva (a condizione che il dielettrico del substrato non sia esso stesso dispersivo) e non ha una frequenza di taglio. È possibile ottenere un buon isolamento tra tracce adiacenti più facilmente rispetto alla microstriscia. Contro la propagazione delle emissioni RF irradiate, la linea a striscia fornisce una maggiore immunità al rumore, a scapito delle velocità di propagazione che risultano inferiori rispetto alle linee a microstriscia. La permettività effettiva delle linee a striscia è uguale alla permettività relativa del substrato dielettrico a causa della propagazione delle onde solo in tale substrato. Dunque le linee a striscia hanno una maggiore permettività effettiva rispetto alle linee a microstriscia, il che a sua volta riduce la velocità di propagazione delle onde (vedere anche fattore di velocità) secondo la relazione:
{\displaystyle v_{\mathrm {p} }={\frac {c_{0}}{\sqrt {\epsilon _{\mathrm {r,eff} }}}}.}

## Storia
Il termine stripline, ossia linea a striscia, attualmente utilizzato come un termine generico, in origine identificava un marchio proprietario della Airborne Instruments Laboratory Inc. (AIL).  La versione prodotta da AIL era essenzialmente isolata mediante aria (linea a striscia ad aria) con solo un sottile strato di materiale dielettrico, quanto basta per supportare la striscia conduttrice. Il conduttore veniva stampato su entrambi i lati del dielettrico. La versione più familiare con lo spazio tra le due piastre completamente riempito di dielettrico venne originariamente prodotto da Sanders Associates che lo commercializzò con il marchio corrispondente al nome di triplate.
La linea a striscia venne inizialmente preferita alla sua concorrente, la microstriscia, prodotta da ITT.  La transmissione nella linea a striscia consiste puramente nel modo TEM e, di conseguenza, non c'è dispersione (a condizione che il dielettrico del substrato non sia esso stesso dispersivo). Inoltre, elementi di discontinuità sulla linea (interruzioni, stub, posts ecc.) presentano un'impedenza puramente reattiva.  Non è questo il caso con la linea a microstriscia; i differenti dielettrici sopra e sotto la striscia producono componenti longitudinali non TEM per l'onda. Ciò si traduce nel fatto che gli elementi di dispersione e di discontinuità hanno una componente resistiva che li fa irradiare.  Negli anni 1950 Eugene Fubini, al tempo in cui lavorava per AIL, scherzosamente suggerì che un dipolo fatto con linea a microstriscia sarebbe una buona antenna. Questo aveva lo scopo di evidenziare gli svantaggi della microstriscia, ma l'antenna patch a microstriscia è diventata la più popolare progettazione di antenna nei dispositivi mobili. La linea a striscia rimase in voga per i suoi vantaggi in termini di prestazioni negli anni 1950 e 1960, ma alla fine si affermò la microstriscia, specialmente per gli articoli prodotti in serie, perché era più facile da assemblare e la mancanza di un dielettrico superiore significava che i componenti erano più accessibili e più facili da regolare. Con l'aumentare della complessità dei circuiti stampati, questo problema di convenienza è diventato più importante e fino ad oggi la microstriscia è la tecnologia planare dominante. Anche la miniaturizzazione porta a favorire la microstriscia perché i suoi svantaggi non sono così gravi in un circuito miniaturizzato. Tuttavia, la linea a striscia viene ancora scelta quando è richiesto il funzionamento su una banda larga.

## Confronto con la microstriscia
La linea a microstriscia è simile alla linea di trasmissione a striscia tranne il fatto che la microstriscia non è inserita a sandwich, ma è su uno strato superficiale, sopra un piano di massa.
La linea a striscia è più costosa da fabbricare rispetto alla microstriscia e, a causa del secondo piano di massa, le larghezze delle strisce sono molto più strette per una data impedenza e per un dato spessore del pannello rispetto alla microstriscia.